# Melaverde
Melaverde è un programma televisivo italiano di genere enogastronomico, in onda su Canale 5 ogni domenica dalle 11:55 alle 12:55, con la conduzione di Vincenzo Venuto ed Ellen Hidding.

## Il programma
Il programma nasce il 20 settembre 1998 su Rete 4 come risposta Mediaset al fortunato programma Rai Linea verde. In ogni puntata il pubblico viene accompagnato alla scoperta delle località e della cultura attraverso le tipicità regionali della penisola, affrontando temi legati alla tradizione e alla cultura dell'Italia. Ogni itinerario rappresenta un'occasione per raccontare in particolare le tradizioni culinarie antiche, valorizzando la gastronomia regionale e svelando curiosità sui processi di produzione. Le prime edizioni sono state curate da Gigi Reggi e vedevano tra gli autori Adriano Bonfanti, entrambi firme di numerosi varietà Mediaset. In seguito al buon riscontro di pubblico, nell'autunno del 2012 il programma è stato promosso su Canale 5 con l'orario di messa in onda anticipato alle 11:50. Domenica 27 aprile 2008 la trasmissione festeggia il raggiungimento delle 300 puntate, mentre domenica 8 marzo 2015 raggiunge il traguardo delle 500 puntate. In passato il programma è stato replicato sul LA5, dalla stagione 2024/2025 viene proposto in replica su  Focus il sabato alle 12.00.

## Conduzione
La prima edizione è stata condotta da Gabriella Carlucci e Toni Garrani. Nelle prime due edizioni ogni puntata c'è stata inoltre la presenza di diverse rubriche come Occhio al gusto, dove il critico gastronomico Edoardo Raspelli valuta i migliori ristoranti d'Italia; Luna nel verde, in cui Padre Demetrio, frate erborista, spiega come curarsi usando rimedi naturali; Sapore di vino di Paolo Massobrio, enologo, che mostra dove vengono prodotti i più famosi vini d'Italia; e Caloricamente raccomandato di Andrea Strata, dietologo che consiglia ogni settimana una dieta per mantenersi in forma. La seconda edizione ha visto la conferma di Gabriella Carlucci, affiancata in pianta stabile da Edoardo Raspelli, che già dalla puntata di domenica 11 aprile 1999 era subentrato temporaneamente a Garrani. Nel cast arriva inoltre nel ruolo di inviata Annamaria Frosio, che è stata confermata anche nella terza e quarta stagione. Nella stagione 2002-2003 il posto della Frosio è stato preso da Paola Rota, alla quale vengono affidati anche la conduzione di alcuni speciali al pomeriggio e a mezzogiorno nell'estate del 2003. La coppia Carlucci-Raspelli è rimasta alla conduzione del programma sino all'undicesima edizione in onda nella stagione 2008-2009. Nel corso degli anni a causa degli impegni politici e dell'impossibilità di poter apparire in video nei periodi pre-elettorali, Gabriella Carlucci è stata sostituita temporaneamente da Susanna Messaggio (aprile-maggio 2002), Francesca Senette, Barbara Gubellini (tra il 2005 e il 2006), Daniela Bello (tra il 2007 e il 2008) ed Elisa Bagordo (Dal 23 novembre al 7 dicembre 2008). Quest'ultima, dopo l'addio definitivo di Gabriella Carlucci, ha affiancato Edoardo Raspelli dal 25 gennaio a giugno 2009 e nell'intera stagione 2009-2010. Dalla stagione 2010-2011 al fianco di Raspelli arriva Ellen Hidding, sostituita esclusivamente per la puntata del 12 febbraio 2012 da Michela Coppa. Raspelli e Hidding rimangono alla guida del programma sino alla ventesima edizione in onda nella stagione 2017-2018. Nell'autunno del 2018, in seguito ad alcuni problemi di salute di Raspelli, il programma è passato nelle mani di Vincenzo Venuto, che si alterna a Raspelli per l'intera stagione, per poi prenderne definitivamente, e non senza polemiche, il posto in pianta stabile.

## Edizioni
| Edizioni | Anno      | Rete televisiva | Periodo           | Periodo           | Conduzione       | Conduzione       | Conduzione         | Conduzione         | Inviati           | Programmazione | Programmazione | Programmazione | Programmazione | Programmazione | Programmazione | Programmazione | Collocazione |
| Edizioni | Anno      | Rete televisiva | Inizio            | Fine              | Conduzione       | Conduzione       | Conduzione         | Conduzione         | Inviati           | L              | M              | M              | G              | V              | S              | D              | Collocazione |
| -------- | --------- | --------------- | ----------------- | ----------------- | ---------------- | ---------------- | ------------------ | ------------------ | ----------------- | -------------- | -------------- | -------------- | -------------- | -------------- | -------------- | -------------- | ------------ |
| 1ª       | 1998-1999 | Rete 4          | 20 settembre 1998 | 27 giugno 1999    | Toni Garrani     | Edoardo Raspelli | Gabriella Carlucci | Gabriella Carlucci | Non presenti      |                |                |                |                |                |                |                | Mezzogiorno  |
| 2ª       | 1999-2000 | Rete 4          | 17 ottobre 1999   | 2 luglio 2000     | Edoardo Raspelli | Edoardo Raspelli | Gabriella Carlucci | Gabriella Carlucci | Anna Maria Frosio |                |                |                |                |                |                |                | Mezzogiorno  |
| 3ª       | 2000-2001 | Rete 4          | 17 settembre 2000 | 24 giugno 2001    | Edoardo Raspelli | Edoardo Raspelli | Gabriella Carlucci | Gabriella Carlucci | Anna Maria Frosio |                |                |                |                |                |                |                | Mezzogiorno  |
| 4ª       | 2001-2002 | Rete 4          | 23 settembre 2001 | 16 giugno 2002    | Edoardo Raspelli | Edoardo Raspelli | Gabriella Carlucci | Gabriella Carlucci | Anna Maria Frosio |                |                |                |                |                |                |                | Mezzogiorno  |
| 5ª       | 2002-2003 | Rete 4          | 22 settembre 2002 | 8 giugno 2003     | Edoardo Raspelli | Edoardo Raspelli | Gabriella Carlucci | Gabriella Carlucci | Paola Rota        |                |                |                |                |                |                |                | Mezzogiorno  |
| 6ª       | 2003-2004 | Rete 4          | 21 settembre 2003 | 30 maggio 2004    | Edoardo Raspelli | Edoardo Raspelli | Gabriella Carlucci | Gabriella Carlucci | Non presenti      |                |                |                |                |                |                |                | Mezzogiorno  |
| 7ª       | 2004-2005 | Rete 4          | 19 settembre 2004 | 29 maggio 2005    | Edoardo Raspelli | Edoardo Raspelli | Gabriella Carlucci | Gabriella Carlucci | Non presenti      |                |                |                |                |                |                |                | Mezzogiorno  |
| 8ª       | 2005-2006 | Rete 4          | 18 settembre 2005 | 28 maggio 2006    | Edoardo Raspelli | Edoardo Raspelli | Gabriella Carlucci | Gabriella Carlucci | Non presenti      |                |                |                |                |                |                |                | Mezzogiorno  |
| 9ª       | 2006-2007 | Rete 4          | 10 settembre 2006 | 27 maggio 2007    | Edoardo Raspelli | Edoardo Raspelli | Gabriella Carlucci | Gabriella Carlucci | Non presenti      |                |                |                |                |                |                |                | Mezzogiorno  |
| 10ª      | 2007-2008 | Rete 4          | 9 settembre 2007  | 25 maggio 2008    | Edoardo Raspelli | Edoardo Raspelli | Gabriella Carlucci | Gabriella Carlucci | Non presenti      |                |                |                |                |                |                |                | Mezzogiorno  |
| 11ª      | 2008-2009 | Rete 4          | 14 settembre 2008 | 31 maggio 2009    | Edoardo Raspelli | Edoardo Raspelli | Gabriella Carlucci | Elisa Bagordo      | Non presenti      |                |                |                |                |                |                |                | Mezzogiorno  |
| 12ª      | 2009-2010 | Rete 4          | 13 settembre 2009 | 23 maggio 2010    | Edoardo Raspelli | Edoardo Raspelli | Elisa Bagordo      | Elisa Bagordo      | Non presenti      |                |                |                |                |                |                |                | Mezzogiorno  |
| 13ª      | 2010-2011 | Rete 4          | 12 settembre 2010 | 22 maggio 2011    | Edoardo Raspelli | Edoardo Raspelli | Ellen Hidding      | Ellen Hidding      | Non presenti      |                |                |                |                |                |                |                | Mezzogiorno  |
| 14ª      | 2011-2012 | Rete 4          | 18 settembre 2011 | 13 maggio 2012    | Edoardo Raspelli | Edoardo Raspelli | Ellen Hidding      | Ellen Hidding      | Non presenti      |                |                |                |                |                |                |                | Mezzogiorno  |
| 15ª      | 2012-2013 | Canale 5        | 16 settembre 2012 | 15 maggio 2013    | Edoardo Raspelli | Edoardo Raspelli | Ellen Hidding      | Ellen Hidding      | Non presenti      |                |                |                |                |                |                |                | Mezzogiorno  |
| 16ª      | 2013-2014 | Canale 5        | 15 settembre 2013 | 8 giugno 2014     | Edoardo Raspelli | Edoardo Raspelli | Ellen Hidding      | Ellen Hidding      | Non presenti      |                |                |                |                |                |                |                | Mezzogiorno  |
| 17ª      | 2014-2015 | Canale 5        | 28 settembre 2014 | 7 giugno 2015     | Edoardo Raspelli | Edoardo Raspelli | Ellen Hidding      | Ellen Hidding      | Non presenti      |                |                |                |                |                |                |                | Mezzogiorno  |
| 18ª      | 2015-2016 | Canale 5        | 20 settembre 2015 | 11 settembre 2016 | Edoardo Raspelli | Edoardo Raspelli | Ellen Hidding      | Ellen Hidding      | Non presenti      |                |                |                |                |                |                |                | Mezzogiorno  |
| 19ª      | 2016-2017 | Canale 5        | 2 ottobre 2016    | 20 agosto 2017    | Edoardo Raspelli | Edoardo Raspelli | Ellen Hidding      | Ellen Hidding      | Non presenti      |                |                |                |                |                |                |                | Mezzogiorno  |
| 20ª      | 2017-2018 | Canale 5        | 17 settembre 2017 | 26 agosto 2018    | Edoardo Raspelli | Edoardo Raspelli | Ellen Hidding      | Ellen Hidding      | Non presenti      |                |                |                |                |                |                |                | Mezzogiorno  |
| 21ª      | 2018-2019 | Canale 5        | 2 settembre 2018  | 8 settembre 2019  | Edoardo Raspelli | Vincenzo Venuto  | Ellen Hidding      | Ellen Hidding      | Non presenti      |                |                |                |                |                |                |                | Mezzogiorno  |
| 22ª      | 2019-2020 | Canale 5        | 15 settembre 2019 | 22 marzo 2020     | Vincenzo Venuto  | Vincenzo Venuto  | Ellen Hidding      | Ellen Hidding      | Non presenti      |                |                |                |                |                |                |                | Mezzogiorno  |
| 22ª      | 2020-2021 | Canale 5        | 6 settembre 2020  | 1º agosto 2021    | Vincenzo Venuto  | Vincenzo Venuto  | Ellen Hidding      | Ellen Hidding      | Non presenti      |                |                |                |                |                |                |                | Mezzogiorno  |
| 23ª      | 2021-2022 | Canale 5        | 5 settembre 2021  | 31 luglio 2022    | Vincenzo Venuto  | Vincenzo Venuto  | Ellen Hidding      | Ellen Hidding      | Non presenti      |                |                |                |                |                |                |                | Mezzogiorno  |
| 24ª      | 2022-2023 | Canale 5        | 4 settembre 2022  | 16 luglio 2023    | Vincenzo Venuto  | Vincenzo Venuto  | Ellen Hidding      | Ellen Hidding      | Non presenti      |                |                |                |                |                |                |                | Mezzogiorno  |
| 25ª      | 2023      | Canale 5        | 3 settembre 2023  | 17 dicembre 2023  | Vincenzo Venuto  | Vincenzo Venuto  | Ellen Hidding      | Ellen Hidding      | Non presenti      |                |                |                |                |                |                |                | Mezzogiorno  |
| 26ª      | 2024      | Canale 5        | 7 aprile 2024     | 21 luglio 2024    | Vincenzo Venuto  | Vincenzo Venuto  | Ellen Hidding      | Ellen Hidding      | Non presenti      |                |                |                |                |                |                |                | Mezzogiorno  |
| 26ª      | 2024      | Canale 5        | 15 settembre 2024 | 15 dicembre 2024  | Vincenzo Venuto  | Vincenzo Venuto  | Ellen Hidding      | Ellen Hidding      | Non presenti      |                |                |                |                |                |                |                | Mezzogiorno  |
| 27ª      | 2025      | Canale 5        | 30 marzo 2025     | 27 luglio 2025    | Vincenzo Venuto  | Vincenzo Venuto  | Ellen Hidding      | Ellen Hidding      | Non presenti      |                |                |                |                |                |                |                | Mezzogiorno  |

## Sigla
La sigla, in uso dal 1998 ma in più occasioni riarrangiata, s'intitola Melone ed è stata composta dal maestro Valeriano Chiaravalle.

## Spin off e puntate speciali

### Speciale Melaverde: l'uva, la vite, il vino
Domenica 6 ottobre 2002 alle 14:00 su Rete 4 è stata realizzata una puntata speciale dedicata alla viticoltura condotta da Paola Rota.

### Speciale Melaverde: la montagna
Domenica 13 ottobre 2002 alle 14:00 su Rete 4 è stata realizzata una puntata speciale dedicata alla montagna condotta da Paola Rota.

### Melaverde 3T - Terra, Territorio, Tradizioni
Da domenica 31 agosto a domenica 5 ottobre 2003 sono stati realizzati una serie di appuntamenti speciali dal titolo Melaverde 3T - Terra, Territorio, Tradizioni, in onda su Rete 4 alle 12:15. La trasmissione, ambientata ogni settimana in una valle diversa (Val Camonica, le Valli di Sole Pejo e Rabbi, la Valsassina, la Val di Non, la Lunigiana, la Valtellina), racconta come nel programma originale le caratteristiche del territorio ospitante con particolare attenzione all'ambiente, all'agricoltura e alla gastronomia. La conduzione è affidata a Edoardo Raspelli, affiancato da Paola Rota e Marina Della Fonte.

### Speciale Melaverde
Mercoledì 30 dicembre 2009 è stata realizzata una puntata speciale in prima serata condotta da Edoardo Raspelli ed Elisa Bagordo. Mercoledì 1º settembre 2010 è stata realizzata una seconda puntata speciale in prima serata nella quale alla coppia Raspelli-Hidding si aggiunse l'ex inviata di Donnaventura Benedetta Delogu.

### I racconti di Melaverde
Dal 27 febbraio al 9 marzo 2012 è andata in onda dal lunedì al venerdì alle 10:50 su Rete 4 una striscia quotidiana del programma della durata di circa mezz'ora con la conduzione alternata di Raspelli e Hidding. L'esperimento durò appena due settimane, e si concluse a causa dei bassi ascolti venerdì 9 marzo.

### Le storie di Melaverde
Dal 2013 il programma è preceduto da un'anteprima intitolata Le storie di Melaverde, nella quale spesso vengono riproposti servizi delle passate edizioni.

## Curiosità
- Il 15 settembre 2006 durante le registrazioni di una puntata del programma ad Andalo, in provincia di Trento, il conduttore Edoardo Raspelli, impegnato nella realizzazione di un servizio sugli orsi del Parco Adamello Brenta, è rimasto vittima di un incidente. Il noto critico si trovava su un muro a secco che, cedendo improvvisamente, ha fatto scivolare a terra e travolto dalle pietre il conduttore. Raspelli, immediatamente soccorso dai suoi collaboratori è stato in seguito accompagnato al pronto soccorso dell’ospedale Santa Chiara.[25]
- Il 27 febbraio 2009 durante la registrazione del programma a Casalino, nel Basso novarese, il conduttore Edoardo Raspelli, si è seduto su una sedia che è però crollata sotto il suo peso. La caduta ha provocato un violento urto della testa di Raspelli contro uno spigolo di cemento. Il conduttore è stato prontamente ricoverato in un ospedale del posto dove è stato sottoposto a due Tac che hanno escluso eventuali lesioni.[26]

## Editoria
- Nel settembre 2012 è stato pubblicato da FiveStore Le storie di melaverde, un libro contenente quindici storie di uomini e donne accomunati dalla passione per la terra e la buona cucina.
- Dal 18 febbraio 2017 esce in edicola il magazine Melaverde. Il mensile edito da FiveStore in coedizione con Conti Editore ha la medesima linea editoriale del programma televisivo con in aggiunta una sezione dedicata al turismo e numerose ricette realizzate con prodotti di eccellenza.